# 埃利亚的芝诺
埃利亚的芝诺（希臘語：Ζήνων ο Ελεάτης，约前490年—前430年），古希腊的前苏格拉底哲学家，出生于埃利亚。他极有可能与巴门尼德保持着亦师亦友的关系，但这一观点缺少决定性的证据。
他以提出了四个关于运动不可能的悖论而知名。他创造这些悖论是为了支持他老师巴门尼德的理论。他认为世界上运动变化着的万物是不真实的，唯一真实的东西是巴门尼德所谓的“唯一不动的存在”，所以“存在”是一而不是多，是静不是动。

## 简介
芝诺将其主要任务认作维护巴门尼德的学说免遭其他学派的责难，就这一点而言他凭借其令人信服的论证成功了。于是，亚里士多德称之为“辩论術，也就是说，辩证法的发明者”。按照普鲁塔克的说法，芝诺在辩论上有着很高的造诣，他能够将人诘问至无话可说的地步。第蒙也对此评论道：“芝诺的这一长处是无可战胜的，没有人能逃得过这言行不一的人……”。

芝诺很是关注有关连续性的问题，特别是空间、时间和运动之间的关系。这体现于其至少十则（据普罗克洛记载有着40之数）流传下来的悖论，其中最为知名的便是一则有关运动的悖论——“阿喀琉斯追不上乌龟”，按照该悖论的逻辑，只要速度较慢的人先行一步，速度较快的人便永远也追不上他。除此之外，“飞箭不动”、“运动场”、“地点的论证”、“谷堆的论证”等悖论也很是知名。
这些悖论的结构遵循间接证明的原则，对试图证明的观点先加以接受，然后再从中设计出无限递归的困境。举例来说，在阿喀琉斯追不上乌龟的悖论中，由于阿喀琉斯需要跑完乌龟已经爬过的距离才能追上乌龟，当他跑到这一距离时乌龟又再次向前爬行了一段距离，阿喀琉斯因此还需要跑过这些路程，可他跑完之后，发现乌龟仍然前进了些许，如此反复，阿喀琉斯永远也追不上这只乌龟。
芝诺的论点围绕着一个问题，即这个世界究竟是拼凑在一块的离散物质还是一个连续的无从分割的整体。认定世界是可分的假设这同样引出了以下问题：要么万事万物都是可以无限分裂的，要么存在一处时间和空间上无法继续划分的极限。芝诺借着对这些问题的推理，否定人们在日常生活中的感官知觉作为切实存在的可能性。毕竟，人们完全能够根据日常经验判断出，阿喀琉斯能够追上他的目标。芝诺就是以这样的方式讨论空间与时间的性质的。
后世的一些试图解读芝诺思想的人认为，芝诺如是思考，用意在于捍卫其老师巴门尼德的哲学（不变不动和独一无二）。柏拉图在其对话录《巴门尼德篇》中认为，芝诺想要证明承认运动和多样性将不可避免地得出荒谬结果，并以此反驳认为巴门尼德对运动和多样性的否定会导致荒唐可笑的观点的论点。